# Porrentruy
Porrentruy (nemško Pruntrut) je mesto v severozahodnem švicarskem kantonu Juri. Mesto je imelo konec leta 2012 6.679 prebivalcev.

## Geografija
Kraj se nahaja ob reki Allaine, 65 km dolgem levem pritoku Doubs, 27 km severozahodno od Delémonta, središča kantona Jura.

## Uprava
Porrentruy je sedež istoimenskega okraja, v katerem se nahaja 23 občin, poleg njegove še Alle, La Baroche, Basse-Allaine, Beurnevésin, Boncourt, Bonfol, Bressaucourt, Bure, Clos du Doubs, Coeuve, Cornol, Courchavon, Courgenay, Courtedoux, Damphreux, Fahy, Fontenais, Grandfontaine, Haute-Ajoie, Lugnez, Rocourt in Vendlincourt s 24-193 prebivalci.

## Zanimivosti
- srednjeveški grad château de Porrentruy z ohranjenim stolpom (tour Réfous) iz 13. stoletja, severnim in zahodnim obzidjem iz 14. stoletja,
- poznoromanska cerkev sv. Germana iz 13. stoletja, prenovljena in povečana konec 17. stoletja,
- gotska bazilika sv. Petra iz sredine 14. stoletja.